# Neodexiopsis peruviana
Neodexiopsis peruviana är en tvåvingeart som beskrevs av John Otterbein Snyder 1958. Neodexiopsis peruviana ingår i släktet Neodexiopsis och familjen husflugor.
Artens utbredningsområde är Peru. Inga underarter finns listade i Catalogue of Life.